# HD 69830 d
HD 69830 d é um planeta extrassolar que orbita a estrela anã laranja HD 69830 a cada 197 dias. É o planeta mais distante conhecido no seu sistema planetário e situa-se possivelmente dentro da sua zona habitável.

## Descoberta
O planeta HD 69830 d foi descoberto em 2006.

## Órbita e massa
A orbita do planeta tem uma baixa excentricidade, semelhante à dos planetas do nosso sistema solar. O semi-eixo maior da sua órbita é de apenas 0,63 UA, semelhante à órbita de Mercúrio no nosso sistema solar. Contudo, HD 69830 é uma estrela menos massiva e energética do que o Sol, colocando assim o planeta dentro da sua zona habitável.

## Características
Dado que é um planeta de massa similar à de Neptuno, é provável que HD 69830 d seja um gigante gasoso sem superfície sólida. Visto que o planeta só foi detectado indirectamente através dos efeitos gravitacionais sobre a estrela, propriedades como o raio e a sua composição química são desconhecidas. Pressupondo que tem uma composição semelhante à de Urano e Neptuno, e um ambiente próximo do equilíbrio químico, a atmosfera de HD 69830 d seria composta principalmente por hidrogénio e hélio, com uma certa quantidade de metano e, nas zonas mais frias, nuvens de vapor de água.
O planeta encontra-se dentro da zona habitável do sistema, seguindo uma suposição para um planeta rochoso de forma a permitir manter a água no estado líquido na sua superfície. Sem se saber que se iria possivelmente encontrar condições de alguma forma de vida num planeta gasoso, as luas maiores poderiam ser capazes de suportar um ambiente habitável. Os modelos, no que dizem respeito às interacções gravitacionais entre um planeta e uma lua hipotética, sugerem que um satélite suficiente grande seria capaz de permanecer na órbita em torno de HD 69830 d durante a sua vigência do sistema planetário.
O programa de astronomia 3D Celestia indica um raio de 16 800 km e um período de rotação de cerca de 17 horas (mais 55 minutos que o período de rotação de Neptuno).